# ドリュー・ギルバート
アンドリュー・クリストファー・ギルバート（Andrew Christopher Gilbert, 2000年9月27日 - ）は、アメリカ合衆国ミネソタ州セントポール出身のプロ野球選手（外野手）。左投左打。MLBのサンフランシスコ・ジャイアンツ所属。

## 経歴

### プロ入り前
高校卒業後はオレゴン州立大学へ進学予定だったが、後にテネシー大学へ進路を変更した。
2019年のMLBドラフト35巡目（全体1049位）でミネソタ・ツインズから指名されたが、契約せずにテネシー大学へ進学した。
テネシー大学2年目の2021年に67試合に出場して、打率.274、出塁率.341、長打率.437、10本塁打、62打点、10盗塁という成績を残し、シーズン終了後にチームメイトのブレイド・ティドウェルと共にアメリカ合衆国代表に選出された。
3年目の2022年は58試合に出場して、打率.362、出塁率.455、長打率.673、11本塁打、70打点、21二塁打という成績で残し、オールSECファーストチームに選出された。

### プロ入りとアストロズ傘下時代
2022年のMLBドラフト1巡目（全体28位）でヒューストン・アストロズから指名されプロ入り。契約金は250万ドル。

### メッツ傘下時代
2023年8月1日にジャスティン・バーランダー とのトレードで、ライアン・クリフォードと共にニューヨーク・メッツへ移籍した。

### ジャイアンツ時代
2025年7月30日にタイラー・ロジャースとのトレードで、ホセ・ブット、ブレイド・ティドウェルと共にサンフランシスコ・ジャイアンツに移籍した。8月9日、メジャーリーグに初昇格した。その日のワシントン・ナショナルズ戦で「9番・右翼手」としてメジャーデビューを果たし、4打数無安打に終わった。

## 詳細情報

### 記録
MiLB
- オールスター・フューチャーズゲーム選出：1回（2023年）